# Clubiona lawrencei
Clubiona lawrencei este o specie de păianjeni din genul Clubiona, familia Clubionidae, descrisă de Roewer, 1951. Conform Catalogue of Life specia Clubiona lawrencei nu are subspecii cunoscute.